# Economia do setor público
Economia pública, ou economia do setor público, é o estudo da política governamental através da eficiência e equidade do governo.
No nível mais básico, economia do setor público fornece uma base para a decisão sobre a participação do governo nos mercados e até onde ele deveria participar. Para fazer isso, a teoria micro econômica é utilizada para auxiliar se os mercados são capazes de fornecer um produto eficiente sem a interferência do governo. O estudo envolve a análise da tributação e gastos governamentais. Esse conteúdo abrange uma gama de tópicos incluindo falhas de mercado, externalidades e a criação de políticas governamentais. Economia do setor público se desenvolve junto a economia do bem-estar e é usada como uma ferramenta para melhorar a qualidade de vida.
Os tópicos de maior peso nessa área são:
1. Aplicação das finanças públicas;[3]
2. Análises dos efeitos da políticas públicas;[4]
3. Efeitos distributivos da taxação e dos gastos governamentais;[5]
4. Análise das falhas de mercado;[6]
5. Análise das falhas de governo.[7]

A ênfase está nos métodos analíticos e científicos, assim como na análise ética-normativa, distinguindo de ideologia. Como por exemplo: Incidência dos impostos, taxação ótima, e teoria dos bens públicos.